# Lilium bulbiferum
Lilium bulbiferum é uma espécie de lírio, pertencente ao tipo fisionómico dos geófitos.
Trata-se de uma planta nativa da Europa central, com ocorrências nos Alpes e outras zonas montanhosas, medrando em terrenos de pasto.

## Sinonímia

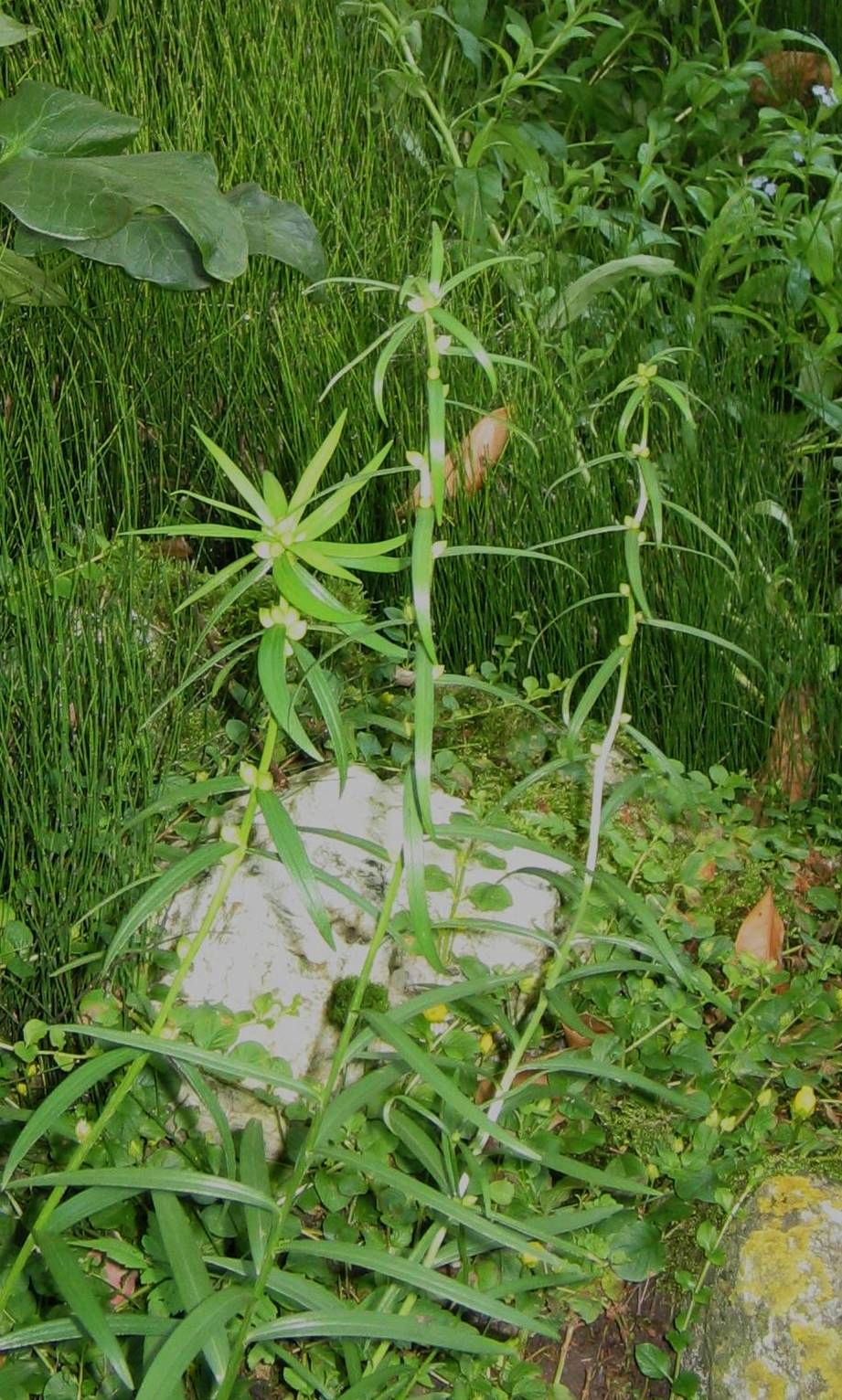
Lilium bulbiferum.

- Lilium atrosanguineum H.Vilm., Fl. Pleine Terre, ed. 3: 629. 1870.
- Lilium aurantiacum Weston, Bot. Univ. 3: 453. 1772.
- Lilium biligulatum Baker, J. Roy. Hort. Soc., n.s., 4: 43. 1877.
- Lilium bulbiferum DC., Fl. Franç., éd. 3, 3 : 202. 1805, nom. illeg.
- Lilium bulbiferum proles croceum (Chaix) Rouy, Fl. Fr., 12 : 407. 1910.
- Lilium bulbiferum subsp. croceum (Chaix) Nyman, Consp. Fl. Eur.: 720. 1882.
- Lilium bulbiferum var. aurantiacum Regel, Trudy Imp. S.-Peterburgsk. Bot. Sada 2: 324. 1873.
- Lilium bulbiferum var. chaixii (Elwes) Stoker, Lily Year-Book 8: 26. 1939.
- Lilium bulbiferum var. croceumv (Chaix) Pers., Syn. Pl. 1: 358. 1805.
- Lilium bulbiferum var. giganteum N.Terracc., Atti Real Ist. Incoragg. Sci. Nat. Napoli 6: 3. 1906.
- Lilium croceum Chaix in D.Villars, Hist. Pl. Dauphiné 1: 322. 1786.
- Lilium croceum var. bulbiferum (L.) P.Fourn. comb. illeg.
- Lilium croceum var. chaixii Elwes, Monogr. Lilium: t. 22. 1877.
- Lilium elatum Salisb., Prodr. Stirp. Chap. Allerton: 237. 1796.
- Lilium fulgens Baxter in J.C.Loudon, Hort. Brit., Suppl. 2: 645. 1839.
- Lilium fulgens E.Morren ex Spae, Mém. Couronnés Mém. Savants Étrangers Acad. Roy. Sci. Bruxelles (4to) 19(5): 19. 1847.
- Lilium haematochroum Lem., Ill. Hort. 14: t. 503. 1867.
- Lilium humile Mill., Gard. Dict. ed. 8: 3. 1768.
- Lilium lateritium Baker, J. Roy. Hort. Soc., n.s., 4: 43. 1877.
- Lilium latifolium Link, Enum. Hort. Berol. Alt. 1: 321. 1821.
- Lilium luteum Gaterau, Descr. Pl. Montauban: 73. 1789, nom. illeg.
- Lilium pictum Baker, J. Roy. Hort. Soc., n.s., 4: 43. 1877.
- Lilium pubescens Bernh. ex Hornem., Hort. Bot. Hafn. 2: 962. 1815.
- Lilium sanguineum Lindl., Edwards's Bot. Reg. 32: t. 50. 1846.
- Lilium scabrum Moench, Methodus: 305. 1794, nom. illeg.
- Lilium sibiricum Willd., Enum. Pl., Suppl.: 17. 1814.

## Bibliografia

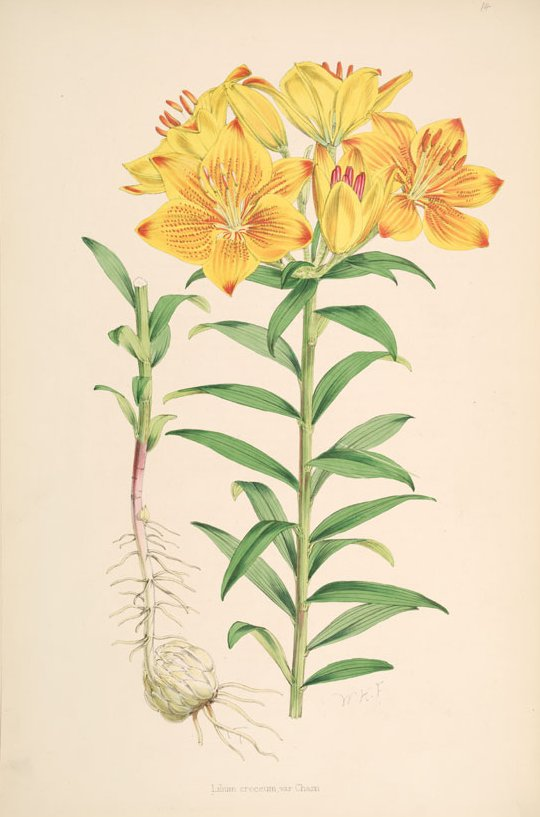
Ilustração.